# Andrea Elisabeth Rudolph
Andrea Elisabeth Rudolph (født 1. juli 1976 i Vejen) er en dansk radio- og tv-vært, men hun er også iværksætter og grundlægger af skønhedsbrand Rudolph Care, der udvikler, producerer og sælger bæredygtige skønhedsprodukter.
Hun blev kendt som vært på radioprogrammet Morgenhyrderne, og blev senere vært på Vild Med Dans.

## Karriere

### TV og Radio
Hun arbejdede mange år på Danmarks Radios ungdomsredaktion og var blandt DR’s unge talenter. Undervejs fik hun dog papir på sin journalistiske kunnen fra Danmarks Medie- og Journalisthøjskoles toårige tillægsuddannelse.
Hun var en af de tre værter på morgenprogrammet Morgenhyrderne på Radio 100FM fra det startede lørdag den 15. november 2003 til d. 31. marts 2006, hvor hun valgte at fratræde sin stilling, da hun ikke var tilfreds med den barselsordning, Radio 100FM kunne tilbyde hende. På kvindernes internationale kampdag (den 8. marts 2006) fortalte hun i danske medier, at hun forlod Radio 100FM, fordi stationen ikke har en barselsordning.
Hun var tv-vært på de to første sæsoner af underholdningsprogrammet Vild Med Dans på TV 2 i 2005, men i slutningen af 2005 meddelte hun, at hun var gravid, og medvirkede ikke som vært i sæson 3 i efteråret 2006 og blev erstattet af Christine Lorentzen. Hun var dog tilbage som vært for sæson 4, 5 og 6 i 2007, 2008 og 2009. Hun meddelte i april 2010, at hun stopper som vært inden sæson 7 i 2010 og blev erstattet af Christiane Schaumburg-Müller. Hun vendte tilbage som vært for sæson 9, 10 og 11 i 2012, 2013 og 2014.

### Rudolph Care
Under sin graviditet med sit ældste barn blev Rudolph i 2006 testet i forbindelse med en Greenpeace-kampagne mod skadelige stoffer i hverdagen. Testresultaterne viste, at hun var den af testpersonerne, der havde flest skadelige kemikalier i blodet, på trods af at hun var den næstyngste af testpersonerne. Det skræmte hende og blev startskuddet til at hun begyndte at producere sine egne skønhedsprodukter under navnet Rudolph Care. I 2009 lancerede Andrea derfor verdens første Svanemærkede og Ecocert certificerede skønhedsprodukter, som er designet, udviklet og produceret i Danmark i samarbejde med danske eksperter. Siden har produkterne høstet mange priser og anerkendelse.
De første år var Rudolph Care en underskudsforretning, men i 2012 fik virksomheden sit første overskud – og i 2016 steg overskuddet med to millioner kroner i forhold til året før til et overskud efter skat på 6,6 millioner kroner. Rudolph Care har tre år i træk vundet dagbladet Børsens Gazelle-pris for vækst og solid bundlinje. I 2018 havde seskabet et oversud på 8,7 mio. kr.

## Privat
Hun har en datter ved navn Isolde med film- og tv-direktøren Jacob Houlind. Hun boede alene med sin datter i flere år, efter at hun og Houlind gik fra hinanden i 2007. I 2016 blev hun gift med den tidligere håndboldspiller Claus Møller Jakobsen, med hvem hun har to børn. De boede sammen på Frederiksberg i en lejlighed købt af Hella Joof i 2015, inden de i 2018 flyttede til Valby i en villa på over 600 m2.
De har også et ekstra hjem i Aarhus.
Den 4. juni 2024 bekræftede Andrea Elisabeth Rudolph og Claus Møller Jakobsen, at de skal skilles.
Rudolph ejer desuden et sommerhus på Vejby Strand.
I februar 2021 fik hun konstateret brystkræft. Ved Kræftens Bekæmpelses landsindsamling i april indsamlede hun 1.100.000 kr. ind efter at have postet på sin Instagram at hun havde som mål at indsamle 100.000 kr.

### Søgsmål modSe og Hør
I 2006 bragte Se og Hør af en topløs og gravid Rudolph, der var taget på en offentlig strand. Rudolph sagsøgte bladet og fik i første omgang tilkendt en erstatning på 100.000 kr. Dommen blev anket af Se og Hør, og hun endte med at få tilkendt 75.000 kr.